# Christian Adolf von Seckendorff
Freiherr Christian Adolf, geboren als Adolph Christian von Seckendorff (* 4. Oktober 1767 in Starkenberg; † 29. August 1833 in Luzern) war ein dramatischer Dichter und kameralistischer Schriftsteller. 

## Leben
Christian Adolf entstammt der Familie der Freiherrn von Seckendorff und wurde als Sohn des Obristen Friedrich Carl Freiherr von Seckendorff und der Friederike Charlotte Henriette geb. von Tümpling auf dem Schloss Starkenberg geboren und zwei Tage später auf den Namen „Adolph Christian“ getauft.
Er war zunächst beim Militär:
- 1785 bis 1786  Unterlieutenant bei der kursächsischen Leibgarde in Dresden
- 1786 bis 1791 Kammerjunker und Lieutenant von der Garde zu Pferde in mecklenburg-schwerinschen Diensten
- 1791 bis 1794 Premierlieutenant beim kursächsischen Husarenregiment

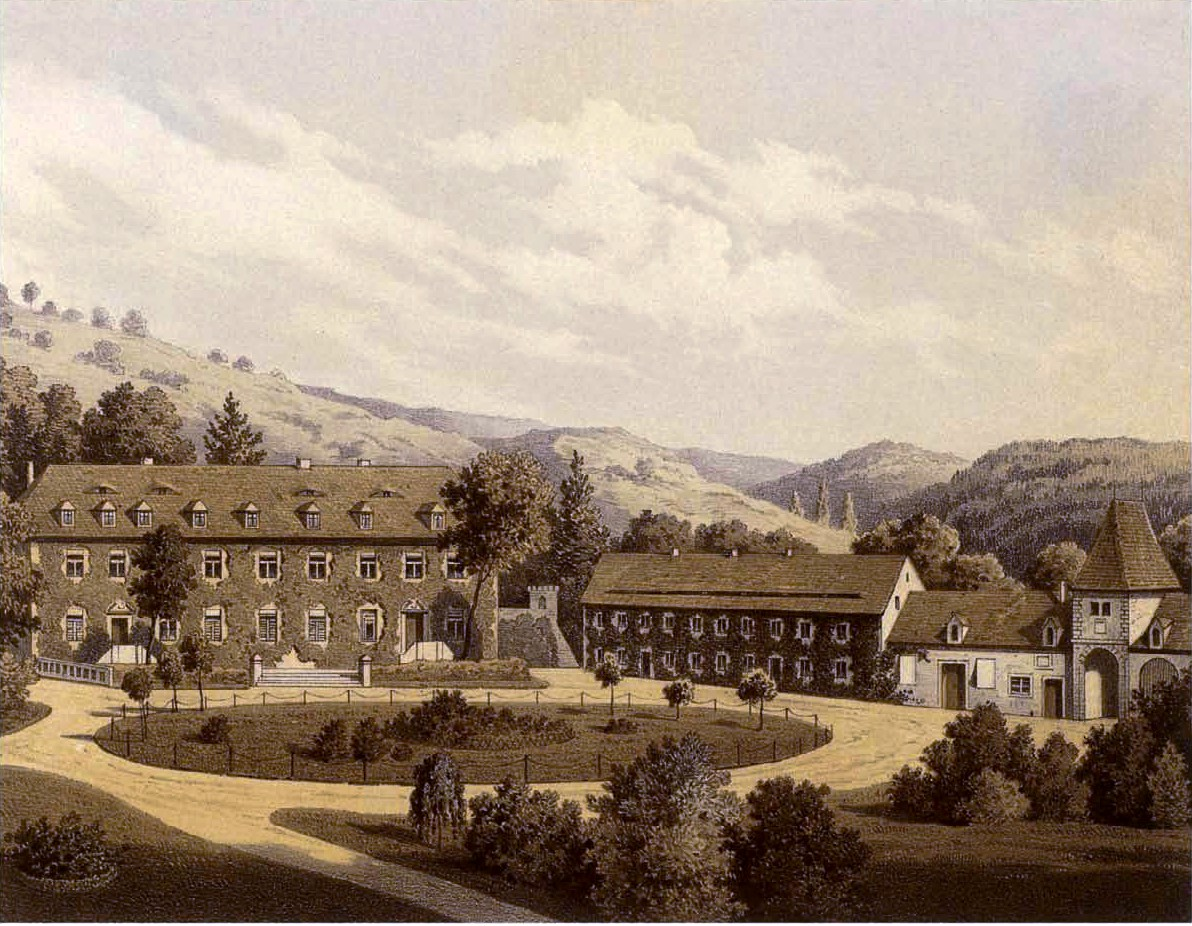
Rittergut Zingst um 1860, Sammlung Alexander Duncker

Mit seiner Heirat 1794 zog sich Seckendorff auf sein Gut Zingst bei Querfurt zurück. Er verwaltete sein Gut und widmete sich der Schriftstellerei. 1828 kam er wegen Grenzstreitigkeiten mit seinem Nachbarn in Konflikt und wurde zu Festungshaft verurteilt. Er floh über Straßburg in die Schweiz, wo er am 29. August 1833 in Luzern starb.

## Schriften
- Forstrügen, Leipzig 1799–1804, 10 Bände
- Briefe an einen Prinzen von seinem Begleiter auf Reisen, Leipzig 1805
- Dramatische Arbeiten, Leipzig 1822–1824, 3 Bände
- Almanach dramatischer Spiele, Leipzig 1825

Seine Sämtlichen Schriften erschienen in 7 Bänden (Leipzig 1816–1823).